# Mola Alta
La Mola Alta és una muntanya de 468 metres que es troba al municipi d'Ulldecona, a la comarca del Montsià.